# هیگینز (تگزاس)
هیگینز، تگزاس (به انگلیسی: Higgins, Texas) یک شهر در ایالات متحده آمریکا با جمعیت ۴۲۵ نفر است که در تگزاس واقع شده‌است.

## موقعیت جغرافیایی
موقعیت جغرافیایی شهرها و مناطق اطراف به شرح زیر است: